# Zlatý pohár CONCACAF 2019
Zlatý pohár CONCACAF 2019 byl 15. turnajem Zlatého poháru CONCACAF a 25. kontinentálním mistrovstvím zemí sdružených fotbalovou asociací CONCACAF a byl pořádán od 15. června do 7. července 2019 v USA, Kostarice a Jamajce. Titul obhajoval národní tým Spojených států, který porazil ve finále výběr Jamajky 2:1.
Vítězný tým turnaje měl hrát proti vítězi Zlatého poháru CONCACAF 2017 (Spojené státy americké) o Pohár CONCACAF 2019 a zároveň o místo na Konfederačním poháru FIFA 2021. Vzhledem k tomu, že FIFA zrušila od roku 2018 Konfederační pohár kvůli navýšení počtu týmů na Mistrovství světa a kvůli novému rozšířenému Mistrovství světa klubů, vítězství na turnaji poprvé neznamená postup do žádného dalšího turnaje.
Dle rozhodnutí CONCACAF z února 2018 poprvé startovalo na závěrečném turnaji 16 týmů.
Vítězem se stal tým Mexika, který ve finále porazil obhájce z USA.

## Kvalifikace
Kvalifikační systém doznal pro ročník 2019 změn a také skončilo rozdělování na středoamerickou a karibskou zónu. Mezi 16 týmů hlavního turnaje se 6 kvalifikovalo napřímo jako země, které se zúčastnily "Hexagonalu" – poslední, páté fáze kvalifikace na Mistrovství světa ve fotbale 2018. Zbylých 10 míst bylo připraveno pro týmy, které si účast vybojovaly v Lize národů CONCACAF.
Účast na hlavním turnaji si vybojovaly tyto týmy:
| Tým                                    | Kvalifikace                                    | Datum kvalifikace | Účast na finálovém turnaji Zlatého poháru CONCACAF (+ CONCACAF Mistrovství) | Poslední účast na turnaji | Dřívější úspěchy na Zlatém poháru (+ CONCACAF Mistrovství                       | Postavení ve FIFA Ranking na začátku turnaje |
| -------------------------------------- | ---------------------------------------------- | ----------------- | --------------------------------------------------------------------------- | ------------------------- | ------------------------------------------------------------------------------- | -------------------------------------------- |
| Mexiko                                 | Hexagonal – 1. místo                           | 7. březen 2018    | 15. (23.)                                                                   | 2017                      | Vítězové (1993, 1996, 1998, 2003, 2009, 2011, 2015) Vítězové (1965, 1971, 1977) |                                              |
| Kostarika (spolupořadatelé)            | Hexagonal – 2. místo                           | 7. březen 2018    | 14. (20.)                                                                   | 2017                      | 2. místo (2002) Vítězové (1963, 1969, 1989)                                     |                                              |
| Panama                                 | Hexagonal – 3. místo                           | 7. březen 2018    | 9. (10.)                                                                    | 2017                      | 2. místo (2005, 2013)                                                           |                                              |
| Honduras                               | Hexagonal – 4. místo                           | 7. březen 2018    | 14. (20.)                                                                   | 2017                      | 2. místo (1991) Vítězové (1981)                                                 |                                              |
| USA (obhájci titulu & spolupořadatelé) | Hexagonal – 5. místo                           | 7. březen 2018    | 15. (17.)                                                                   | 2017                      | Vítězové (1991, 2002, 2005, 2007, 2013, 2017) 2. místo (1989)                   |                                              |
| Trinidad a Tobago                      | Hexagonal – 6. místo                           | 7. březen 2018    | 10. (16.)                                                                   | 2015                      | Semifinále (2000) 2. místo (1973)                                               |                                              |
| Haiti                                  | Liga národů CONCACAF – 1. místo v kvalifikaci  | 24. březen 2019   | 7. (14.)                                                                    | 2015                      | Čtvrtfinále (2002, 2009) Vítězové (1973)                                        |                                              |
| Kanada                                 | Liga národů CONCACAF – 2. místo v kvalifikaci  | 24. březen 2019   | 14. (17.)                                                                   | 2017                      | Vítězové (2000) Vítězové (1985)                                                 |                                              |
| Martinik                               | Liga národů CONCACAF – 3. místo v kvalifikaci  | 23. březen 2019   | 6. (6.)                                                                     | 2017                      | Čtvrtfinále (2002)                                                              | N/A                                          |
| Curaçao                                | Liga národů CONCACAF – 4. místo v kvalifikaci  | 23. březen 2019   | 2. (6.)                                                                     | 2017                      | Základní skupina (2017) 3. místo (1963, 1969)                                   |                                              |
| Bermudy                                | Liga národů CONCACAF – 5. místo v kvalifikaci  | 24. březen 2019   | 1. (1.)                                                                     | –                         | První účast                                                                     |                                              |
| Kuba                                   | Liga národů CONCACAF – 6. místo v kvalifikaci  | 24. březen 2019   | 9. (11.)                                                                    | 2015                      | Čtvrtfinále (2003, 2013, 2015) 4. místo (1971)                                  |                                              |
| Guyana                                 | Liga národů CONCACAF – 7. místo v kvalifikaci  | 23. březen 2019   | 1. (1.)                                                                     | –                         | První účast                                                                     |                                              |
| Jamajka (spolupořadatelé)              | Liga národů CONCACAF – 8. místo v kvalifikaci  | 23. březen 2019   | 11. (13.)                                                                   | 2017                      | 2. místo (2015, 2017)                                                           |                                              |
| Nikaragua                              | Liga národů CONCACAF – 9. místo v kvalifikaci  | 24. březen 2019   | 3. (5.)                                                                     | 2017                      | Základní skupina (2009, 2017) 6. místo (1967)                                   |                                              |
| Salvador                               | Liga národů CONCACAF – 10. místo v kvalifikaci | 24. březen 2019   | 11. (17.)                                                                   | 2017                      | Čtvrtfinále (2002, 2003, 2011, 2013, 2017) 2. místo (1963, 1981)                |                                              |

Poznámky
1. ↑  Hexagonal je označení páté fáze kvalifikace na Mistrovství světa ve fotbale 2018, CNLQ označuje kvalifikaci přes Ligu národů CONCACAF.
2. ↑  Potvrzeno jako účastník Zlatého poháru dne 7. března 2018, ale kvalifikovalo se do Hexagonalu dne 29. března 2016.
3. ↑  Potvrzena jako účastník Zlatého poháru dne 7. března 2018, ale kvalifikovala se do Hexagonalu již 2. září 2016.
4. ↑  Potvrzena jako účastník Zlatého poháru dne 7. března 2018, ale kvalifikovala se do Hexagonalu již 2. září 2016.
5. ↑  Potvrzen jako účastník Zlatého poháru dne 7. března 2018, ale kvalifikoval se do Hexagonalu již 6. září 2016.
6. ↑  Potvrzeny jako účastník Zlatého poháru dne 7. března 2018, ale kvalifikovaly se do Hexagonalu již 6. září 2016.
7. ↑  Potvrzen jako účastník Zlatého poháru dne 7. března 2018, ale kvalifikoval se do Hexagonalu již 2. září 2016.
8. ↑  Martinik není členem FIFA, takže není zařazen do žebříčku.

## Pořadatelská města
V březnu 2018 CONCACAF potvrdil, že se zápasy odehrají i ve střední Americe a v Karibiku, což bude pro tento region znamenat první zápasy Zlatého poháru v historii. Všechny dosavadní ročníky se odehrály v USA, Kanadě nebo Mexiku. 

### Spojené státy americké
V květnu 2018 potvrdil CONCACAF 15 stadiónů, na kterých se odehrají zápasy Zlatého poháru. Pro finále byl 27. září 2018 vybrán stadión Soldier Field v Chicagu.
| Pasadena (Kalifornie) (oblast Los Angeles) | Denver | Houston | Houston |
| ------------------------------------------ | --- | --- | --- |
| Rose Bowl                                  | Broncos Stadium at Mile High | NRG Stadium | BBVA Compass Stadium |
| Capacity: 90,888                           | Capacity: 76,125 | Capacity: 71,795 | Capacity: 22,039 |
|                                            | | | |
| Charlotte                                  | Saint Paul Los Angeles Glendale Filadelfie Charlotte Frisco Cleveland Kansas City Denver Nashville Houston Pasadena Chicago Harrison | Saint Paul Los Angeles Glendale Filadelfie Charlotte Frisco Cleveland Kansas City Denver Nashville Houston Pasadena Chicago Harrison | Saint Paul Los Angeles Glendale Filadelfie Charlotte Frisco Cleveland Kansas City Denver Nashville Houston Pasadena Chicago Harrison |
| Bank of America Stadium                    | Saint Paul Los Angeles Glendale Filadelfie Charlotte Frisco Cleveland Kansas City Denver Nashville Houston Pasadena Chicago Harrison | Saint Paul Los Angeles Glendale Filadelfie Charlotte Frisco Cleveland Kansas City Denver Nashville Houston Pasadena Chicago Harrison | Saint Paul Los Angeles Glendale Filadelfie Charlotte Frisco Cleveland Kansas City Denver Nashville Houston Pasadena Chicago Harrison |
| Capacity: 75,525                           | Saint Paul Los Angeles Glendale Filadelfie Charlotte Frisco Cleveland Kansas City Denver Nashville Houston Pasadena Chicago Harrison | Saint Paul Los Angeles Glendale Filadelfie Charlotte Frisco Cleveland Kansas City Denver Nashville Houston Pasadena Chicago Harrison | Saint Paul Los Angeles Glendale Filadelfie Charlotte Frisco Cleveland Kansas City Denver Nashville Houston Pasadena Chicago Harrison |
|                                            | Saint Paul Los Angeles Glendale Filadelfie Charlotte Frisco Cleveland Kansas City Denver Nashville Houston Pasadena Chicago Harrison | Saint Paul Los Angeles Glendale Filadelfie Charlotte Frisco Cleveland Kansas City Denver Nashville Houston Pasadena Chicago Harrison | Saint Paul Los Angeles Glendale Filadelfie Charlotte Frisco Cleveland Kansas City Denver Nashville Houston Pasadena Chicago Harrison |
| Filadelfie                                 | Saint Paul Los Angeles Glendale Filadelfie Charlotte Frisco Cleveland Kansas City Denver Nashville Houston Pasadena Chicago Harrison | Saint Paul Los Angeles Glendale Filadelfie Charlotte Frisco Cleveland Kansas City Denver Nashville Houston Pasadena Chicago Harrison | Saint Paul Los Angeles Glendale Filadelfie Charlotte Frisco Cleveland Kansas City Denver Nashville Houston Pasadena Chicago Harrison |
| Lincoln Financial Field                    | Saint Paul Los Angeles Glendale Filadelfie Charlotte Frisco Cleveland Kansas City Denver Nashville Houston Pasadena Chicago Harrison | Saint Paul Los Angeles Glendale Filadelfie Charlotte Frisco Cleveland Kansas City Denver Nashville Houston Pasadena Chicago Harrison | Saint Paul Los Angeles Glendale Filadelfie Charlotte Frisco Cleveland Kansas City Denver Nashville Houston Pasadena Chicago Harrison |
| Capacity: 69,176                           | Saint Paul Los Angeles Glendale Filadelfie Charlotte Frisco Cleveland Kansas City Denver Nashville Houston Pasadena Chicago Harrison | Saint Paul Los Angeles Glendale Filadelfie Charlotte Frisco Cleveland Kansas City Denver Nashville Houston Pasadena Chicago Harrison | Saint Paul Los Angeles Glendale Filadelfie Charlotte Frisco Cleveland Kansas City Denver Nashville Houston Pasadena Chicago Harrison |
|                                            | Saint Paul Los Angeles Glendale Filadelfie Charlotte Frisco Cleveland Kansas City Denver Nashville Houston Pasadena Chicago Harrison | Saint Paul Los Angeles Glendale Filadelfie Charlotte Frisco Cleveland Kansas City Denver Nashville Houston Pasadena Chicago Harrison | Saint Paul Los Angeles Glendale Filadelfie Charlotte Frisco Cleveland Kansas City Denver Nashville Houston Pasadena Chicago Harrison |
| Nashville                                  | Saint Paul Los Angeles Glendale Filadelfie Charlotte Frisco Cleveland Kansas City Denver Nashville Houston Pasadena Chicago Harrison | Saint Paul Los Angeles Glendale Filadelfie Charlotte Frisco Cleveland Kansas City Denver Nashville Houston Pasadena Chicago Harrison | Saint Paul Los Angeles Glendale Filadelfie Charlotte Frisco Cleveland Kansas City Denver Nashville Houston Pasadena Chicago Harrison |
| Nissan Stadium                             | Saint Paul Los Angeles Glendale Filadelfie Charlotte Frisco Cleveland Kansas City Denver Nashville Houston Pasadena Chicago Harrison | Saint Paul Los Angeles Glendale Filadelfie Charlotte Frisco Cleveland Kansas City Denver Nashville Houston Pasadena Chicago Harrison | Saint Paul Los Angeles Glendale Filadelfie Charlotte Frisco Cleveland Kansas City Denver Nashville Houston Pasadena Chicago Harrison |
| Capacity: 69,143                           | Saint Paul Los Angeles Glendale Filadelfie Charlotte Frisco Cleveland Kansas City Denver Nashville Houston Pasadena Chicago Harrison | Saint Paul Los Angeles Glendale Filadelfie Charlotte Frisco Cleveland Kansas City Denver Nashville Houston Pasadena Chicago Harrison | Saint Paul Los Angeles Glendale Filadelfie Charlotte Frisco Cleveland Kansas City Denver Nashville Houston Pasadena Chicago Harrison |
|                                            | Saint Paul Los Angeles Glendale Filadelfie Charlotte Frisco Cleveland Kansas City Denver Nashville Houston Pasadena Chicago Harrison | Saint Paul Los Angeles Glendale Filadelfie Charlotte Frisco Cleveland Kansas City Denver Nashville Houston Pasadena Chicago Harrison | Saint Paul Los Angeles Glendale Filadelfie Charlotte Frisco Cleveland Kansas City Denver Nashville Houston Pasadena Chicago Harrison |
| Cleveland                                  | Glendale (Arizona) (Phoenix area) | Chicago | Harrison (New Jersey) (New York City area)                                                                                           |
| FirstEnergy Stadium                        | State Farm Stadium | Soldier Field | Red Bull Arena |
| Capacity: 67,895                           | Capacity: 63,400 | Capacity: 61,500 | Capacity: 25,000 |
|                                            | | | |
| Los Angeles                                | Frisco (Texas) (oblast Dallas–Fort Worth metroplex)                                                                                  | Saint Paul (Minnesota) (oblast Minneapolis)                                                                                          | Kansas City (oblast Kansas City) |
| Banc of California Stadium                 | Toyota Stadium | Allianz Field | Children's Mercy Park |
| Capacity: 22,000                           | Capacity: 20,500 | Capacity: 19,400 | Capacity: 18,467 |
|                                            | | | |

### Kostarika
26. listopadu 2018 oznámil CONCACAF, že se v Kostarice odehrají dva zápasy základní skupiny B dne 16. června 2019. Místem konání bude stadión Estadio Nacional de Costa Rica v San José.
| San José | San José               |
| San José | Nacional de Costa Rica |
| San José | Capacity: 35,175       |
| San José |                        |

### Jamajka
Dne 2. dubna 2019 oznámil CONCACAF, že i Jamajka bude hostit dva zápasy, a to ze základní skupiny C dne 17. června 2019. Odehrají se na stadiónu Independence Park v Kingstonu.
| Kingston, | Kingston          |
| Kingston, | Independence Park |
| Kingston, | Capacity: 35,000  |
| Kingston, |                   |

## Nasazení do skupin
CONCACAF oznámil dne 31. srpna 2018, že nejlepší 4 týmy z CONCACAF Ranking Index k září 2018 budou nasazené do skupinové fáze finálového turnaje.
| Pořadí | Nasazený tým | Body  |
| ------ | ------------ | ----- |
| 1      | Mexiko       | 2,042 |
| 2      | USA          | 1,872 |
| 3      | Kostarika    | 1,798 |
| 4      | Honduras     | 1,632 |

Skupiny a celý program zápasů byl odhalen a představen 10. dubna 2019 v Los Angeles.

## Základní skupiny
Všechny časy začátků zápasů jsou uvedeny ve středoevropském letním čase (UTC+2).

### Skupina A
| Tým      | Z | V | R | P | VG | IG | +/− | B |
| -------- | - | - | - | - | -- | -- | --- | - |
| Mexiko   | 3 | 3 | 0 | 0 | 13 | 3  | +10 | 9 |
| Kanada   | 3 | 2 | 0 | 1 | 12 | 3  | +9  | 6 |
| Martinik | 3 | 1 | 0 | 2 | 2  | 5  | −3  | 3 |
| Kuba     | 3 | 0 | 0 | 3 | 0  | 17 | −17 | 0 |

### Skupina B
| Tým       | Z | V | R | P | VG | IG | +/− | B |
| --------- | - | - | - | - | -- | -- | --- | - |
| Haiti     | 3 | 3 | 0 | 0 | 6  | 2  | +4  | 9 |
| Kostarika | 3 | 2 | 0 | 1 | 7  | 3  | +4  | 6 |
| Bermudy   | 3 | 1 | 0 | 2 | 4  | 4  | 0   | 3 |
| Nikaragua | 3 | 0 | 0 | 3 | 0  | 8  | −8  | 0 |

### Skupina C
| Tým      | Z | V | R | P | VG | IG | +/− | B |
| -------- | - | - | - | - | -- | -- | --- | - |
| Jamajka  | 3 | 1 | 2 | 0 | 4  | 3  | +1  | 5 |
| Curaçao  | 3 | 1 | 1 | 1 | 2  | 2  | 0   | 4 |
| Salvador | 3 | 1 | 1 | 1 | 1  | 4  | −3  | 4 |
| Honduras | 3 | 1 | 0 | 2 | 6  | 4  | +2  | 3 |

### Skupina D
| Tým               | Z | V | R | P | VG | IG | +/− | B |
| ----------------- | - | - | - | - | -- | -- | --- | - |
| USA               | 3 | 3 | 0 | 0 | 11 | 0  | +11 | 9 |
| Panama            | 3 | 2 | 0 | 1 | 6  | 3  | +3  | 6 |
| Guyana            | 3 | 0 | 1 | 2 | 3  | 9  | −6  | 1 |
| Trinidad a Tobago | 3 | 0 | 1 | 2 | 1  | 9  | −8  | 1 |

## Play-off

### Čtvrtfinále
| 30. června 2019 01:00                    |     |                         |                                                            |
| Haiti                                    | 3:2 | Kanada                  | NRG Stadium, Houston diváci: 70 788 rozhodčí: Jair Marrufo |
| Nazon 50' Bazile 70' (pen.) Guerrier 76' |     | David 18' Cavallini 28' | NRG Stadium, Houston diváci: 70 788 rozhodčí: Jair Marrufo |

| 30. června 2019 04:00 |         |                 |                                                          |
| Mexiko                | 1:1 pp. | Kostarika       | NRG Stadium, Houston diváci: 70 788 rozhodčí: John Pitti |
| Jiménez 44'           |         | Ruiz 52' (pen.) | NRG Stadium, Houston diváci: 70 788 rozhodčí: John Pitti |

|                                                 |     | Penaltový rozstřel                      |  |
| Jiménez Montes Alvarado Gallardo Moreno Salcedo | 5:4 | Borges Aguilar Leal Duarte Calvo Fuller |  |

| 30. června 2019 23:30 |     |        |                                                                            |
| Jamajka               | 1:0 | Panama | Lincoln Financial Field, Filadelfie diváci: 26 233 rozhodčí: Mario Escobar |
| Mattocks 75' (pen.)   |     |        | Lincoln Financial Field, Filadelfie diváci: 26 233 rozhodčí: Mario Escobar |

| 1. července 2019 02:30 |     |         |                                                                              |
| USA                    | 1:0 | Curaçao | Lincoln Financial Field, Filadelfie diváci: 26 233 rozhodčí: Adonai Escobedo |
| McKennie 25'           |     |         | Lincoln Financial Field, Filadelfie diváci: 26 233 rozhodčí: Adonai Escobedo |

### Semifinále
| 3. července 2017 04:30 |     |                    |                                                                             |
| Haiti                  | 0:1 | Mexiko             | State Farm Stadium, Glendale diváci: 64 128 rozhodčí: Abdulrahman Al-Jassim |
|                        |     | Jiménez 93' (pen.) | State Farm Stadium, Glendale diváci: 64 128 rozhodčí: Abdulrahman Al-Jassim |

| 4. července 2017 03:30 |     |                              |                                                                |
| Jamajka                | 1:3 | USA                          | Nissan Stadium, Nashville diváci: 28 473 rozhodčí: Iván Barton |
| Nicholson 69'          |     | McKennie 9' Pulisic 52', 87' | Nissan Stadium, Nashville diváci: 28 473 rozhodčí: Iván Barton |

### Finále
| 8. července 2017 03:30 |     |     |                                                               |
| Mexiko                 | 1:0 | USA | Soldier Field, Chicago diváci: 62 493 rozhodčí: Mario Escobar |
| Dos Santos 73'         |     |     | Soldier Field, Chicago diváci: 62 493 rozhodčí: Mario Escobar |